# Parendacustes forficula
Parendacustes forficula är en insektsart som beskrevs av Lucien Chopard 1930. Parendacustes forficula ingår i släktet Parendacustes och familjen syrsor. Inga underarter finns listade i Catalogue of Life.